# Heinz Dilthey
Heinz Dilthey (* 23. Dezember 1905 in Wetter (Ruhr); † 5. Mai 1970 in Bremerhaven) war ein deutscher Mediziner und bremischer Politiker (DP, GDP). Er war von 1955 bis 1963 Mitglied der Bremischen Bürgerschaft.

## Biografie

### Ausbildung und Beruf
Dilthey studierte Medizin und wurde zum Dr. med. promoviert. 1934 diente er ein Jahr als Truppenarzt, war dann Assistenzarzt und seit 1940 Facharzt für Haut- und Harnleiden in Bremerhaven. 1939/40 diente er im Zweiten Weltkrieg. Nach dem Krieg war er wieder als niedergelassener Arzt in Bremerhaven tätig.

### Politik
Dilthey trat zum 1. Mai 1933 der NSDAP (Mitgliedsnummer 2.732.116) und Dezember 1933 der SA bei. 1948 wurde er als Mitläufer entnazifiziert. Sein Widerspruch dagegen wurde von der Spruchkammer ablehnt, „weil er die Mitgliedschaft in der NSDAP und der SA in seinem Meldebogen verschwiegen hatte“.
Nach dem Krieg trat er 1946 der rechtsgerichteten DP bei; 1961/62 war er zwischenzeitig in der Gesamtdeutschen Partei und danach wieder in der DP. Er war von 1955 bis 1963 rund acht Jahre lang Mitglied der Bremischen Bürgerschaft und dort in verschiedenen Deputationen der Bürgerschaft tätig.